# 馬里亞尼夫卡 (皮亞季哈特基區)
48°18′37″N 33°31′47″E / 48.31028°N 33.52972°E
馬里亞尼夫卡（烏克蘭語：Мар'янівка），是烏克蘭中部的村莊，隸屬第聶伯羅彼得羅夫斯克州的卡姆揚斯凱區。該村處於若夫塔河畔，海拔高度107米。